# カエディ
カエディ(كيهيدي)はモーリタニアのゴルゴル州の州都。
2013年の人口は4万9152人。
モーリタニア南部、セネガル川に面し、対岸のセネガルとの国境の町である。
首都ヌアクショットからは南東に435km離れている。
カエディはシェママと呼ばれるセネガル川北岸の肥沃な平原に位置し、ゴルゴル川がセネガル川に注ぐ地点にある。
この地域は国土の大半が砂漠であるモーリタニアにおいて貴重な農業地帯である。
文化的には多様であり、モーリタニア北部の主要民族であるモール人（ムーア人）のほかに、プラー人（フラニ人）やソニンケ人も居住している。
カエディは市場町として、また地域の農業の中心として栄えており、またカエディ地方病院などがあるため地域の医療の中心となっている。
市場は北のアラブ系の文化と南のセネガル系の文化とが混交している。
ほかのセネガル川沿岸都市と同じく、カエディの街も1989年のセネガル・モーリタニア国境紛争によって経済的に大打撃を受け、未だにそれから完全に回復してはいない。